# Пшенічка Пауль Францович
Пшенічка Пауль Францович (28 грудня 1946, м. Чернівці, Українська РСР, СРСР) — учитель фізики та астрономії вищої кваліфікаційної категорії Чернівецького міського ліцею № 1 математичного та економічного профілів, вчитель-методист (1989), Відмінник освіти України (2005), Заслужений вчитель України (1996), переможець національної премії Global Teacher Prize Ukraine (2017), почесний член Лондонського інституту фізики, Найкращий вчитель фізики світу за версією Intel (2004), Президент Чернівецького молодіжного наукового товариства «Квазар» (з 1991 року), один із засновників методу проектно-орієнтованого навчання у школах.

## Походження
Дід Пшенічки у ХІХ столітті переїхав з Праги до Чернівців. У роки Другої світової війни родина переїхала до вижницького Берегомету. Тут в сільській школі він і навчався.

## Навчання
Навчався на фізичному факультеті Чернівецького державного університету ім. Ю. Федьковича, який закінчив у 1969 році.

## Педагогічна діяльність
Більше двох десятиліть (з 1969 по 1992 рр.) працював у Чернівецькій середній школі № 24. А в 1991 році був призначений заступником директора з наукової роботи та учителем фізики та астрономії Чернівецького міського ліцею № 1 математичного та економічного профілів. З 1994 року і до нашого часу зосередився лише на вчительській роботі.

## Наукова та громадська діяльність
Пауль Пшенічка — учасник і доповідач Всесоюзного семінару «Виховуємо таланти» (1990), Конференції Соросівських учителів (1995), Міжнародної науково-практичної конференції (1996), Всеукраїнської науково-методичної конференції «Рішельєвські читання» (м. Одеса, 1999), Всеукраїнської науково-практичної конференції «Стратегічні проблеми формування змісту курсів фізики та астрономії в системі загальної середньої освіти» (м. Львів, 2002).
Член журі Міжнародних турнірів юних фізиків (м. Спала, Польща, 1995; м. Одеса, Україна, 2002), Фіналу Всепольського ТЮФ (м. Варшава, 2003), Всеукраїнських ТЮФ (1997—2003 рр.).
Виступав із лекціями у Гарвардському університеті, Московському державному університеті, вишах Австрії. Брав участь у дискусіях в Аргонській національній лабораторії (США).
|  | У мене з раннього дитинства був потяг до техніки. Ще до того, як почати вивчати фізику, я відвідував авіамодельний гурток. Якось так сталося, що мені потрапили до рук дуже хороші книжки. Наприклад, «Електрика» Томсона, яку я у 7-му класі прочитав за тиждень, була ілюзія — що все зрозумів. У нашій сільській школі практично всі вчителі були ентузіастами, вони дуже самовіддано працювали. Ми мали добре обладнані лабораторії з фізики, хімії, біології, чудові майстерні. Тепер часто у місті таких нема. Ось так усе й почалося. |

## Нагороди
- Заслужений вчитель України (1996).
- Відмінник освіти України (2005).
- Медаль «За трудовое отличие» (1986),
- Премія імені О. Поповича (1991),
- Премія імені Н. К. Крупської (1991).
- Лауреат фонду «Відродження» — «Соросівський учитель» (1994, 1995, 1996 рр.).
- Фіналіст і переможець фіналу міжнародного конкурсу вчителів Intel ISEF у м. Портленд (2004).
- Почесний член Лондонського інституту фізики (2007).
- Переможець національної премії для вчителів-новаторів Global Teacher Prize Ukraine (2017).

### Іменем названо малу планету
У 2005 році, рішенням Міжнародного астрономічного союзу і Лабораторії ім. Лінкольна Массачусетського технологічного інституту малій планеті № 21389 присвоєно ім'я «Пшенічка» (Pshenichka).

### Global Teacher Prize Ukraine
7 жовтня 2017 року за рішенням громадської спілки «Освіторія» 7 жовтня 2017 року став переможцем національної премії Global Teacher Prize Ukraine, що проходила в Національному академічному драмтеатрі імені Івана Франка та отримав 100 000 гривень.
Разом із п'ятіркою фіналістів поїде на Global Education and Skills Forum 2018 у Дубай, де назвуть ім'я кращого вчителя року в світі, який отримає премію Global Teacher Prize. Топ-5 номінантів також отримають рік безкоштовного підвищення кваліфікації від «Освіторії».

## Родина
У досить ранньому віці померла дружина. Самостійно виховував сина. Має двох онучок — Юлію та Поліну, а також онуків — Станіслава і Пауля.

## Хобі
«Постійно чимось зайнятий: катаюся на гірських лижах. Коли є вільна хвилина, їду в Карпати, підіймаюся на круту вершину — і вниз. Відчуття таке, ніби в тебе виросли крила», — розповідав у 2012 році сам П. Пшенічка.
«Полюбляю слухати класичну музику, особливо Бетховена, коли перевіряю учнівські роботи. Інколи ходжу на концерти. У класичній музиці дуже багато математичних правил і складних формул, тому мені цікаво її слухати».
Англійську мову вивчив самостійно. Добре знає німецьку, непогано володіє чеською.

## Публікації
Пшенічка — автор низки науково-методичних праць, зокрема:
- «Механіка. 9 клас», підручник (1991);
- «Комплексний підхід до системи неперервної освіти», матеріали Міжнародної науково-практичної конференції «Система неперервної освіти: здобутки, пошуки, проблеми» (1996);
- «Фізика. 7 клас», підручник (2002 та 2016);
- «Фізика. 8 клас», підручник (2006).